# صدرالدین بن مرحل
ابوعبدالله، محمد بن عمر مکّی شهرت‌یافته در مصر به ابن مُرَحَّل و در شام به ابن وکیل (۱۲۶۷م - ۱۳۱۷م) فقیه، دانشمند علوم عقلی، پزشک، ادیب و شاعر مصری بود.